# Under a Raging Moon
Under a Raging Moon è il sesto album in studio da solista del cantante britannico Roger Daltrey, pubblicato nel 1985.

## Tracce
Side 1
1. After the Fire – 4:36 (Pete Townshend)
2. Don't Talk to Strangers – 4:13 (Julia Downes, Kris Ryder, Roger Daltrey)
3. Breaking Down Paradise – 4:07 (Russ Ballard)
4. The Pride You Hide – 4:33 (Alan Dalgleish, Roger Daltrey, Nicky Tesco)
5. Move Better in the Night – 3:58 (Chris Thompson, Stevie Lange, Robbie McIntosh, Roger Daltrey)

Side 2
1. Let Me Down Easy – 4:08 (Bryan Adams, Jim Vallance)
2. Fallen Angel – 4:29 (Kit Hain)
3. It Don't Satisfy Me – 3:14 (Alan Shacklock, Roger Daltrey)
4. Rebel – 4:20 (Bryan Adams, Jim Vallance)
5. Under a Raging Moon – 6:42 (Julia Downes, John Parr)